# Vanuatu en la Copa Mundial de Fútbol Sub-20 de 2017
La selección de Vanuatu fue uno de los 24 equipos participantes de la Copa Mundial de Fútbol Sub-20 de 2017, que tuvo lugar entre el 20 de mayo y el 11 de junio en Corea del Sur. Había clasificado como subcampeón del Campeonato Sub-20 de la OFC 2016, del que fue organizador.
Fue la primera participación del seleccionado en el torneo. Quedó eliminada en la fase de grupos luego de perder 3-2 ante México, 7-0 frente a Venezuela y 3-2 a manos de Alemania.

## Clasificación

### Fase de grupos
| Selección          | Pts | PJ | PG | PE | PP | GF | GC | Dif |
| ------------------ | --- | -- | -- | -- | -- | -- | -- | --- |
| Vanuatu            | 9   | 3  | 3  | 0  | 0  | 5  | 1  | 4   |
| Nueva Caledonia    | 4   | 3  | 1  | 1  | 1  | 5  | 3  | 2   |
| Fiyi               | 2   | 3  | 0  | 2  | 1  | 2  | 3  | -1  |
| Papúa Nueva Guinea | 1   | 3  | 0  | 1  | 2  | 3  | 8  | -5  |

| 3 de septiembre de 2016, 15:00 | Vanuatu    | 1:0 (0:0) | Fiyi | Port Vila Stadium, Port Vila |                          |
|                                | Tenene 61' | Reporte   |      | Árbitro(s): Nick Waldron     | Árbitro(s): Nick Waldron |

| 6 de septiembre de 2016, 15:00 | Vanuatu                             | 3:1 (0:0) | Papúa Nueva Guinea | Port Vila Stadium, Port Vila    |                                 |
|                                | Wilkins 50' · Kalo 56' · Thomas 81' | Reporte   | Yanum 77'          | Árbitro(s): Campbell-Kirk Waugh | Árbitro(s): Campbell-Kirk Waugh |

| 10 de septiembre de 2016, 15:00 | Nueva Caledonia | 0:1 (0:1) | Vanuatu              | Port Vila Stadium, Port Vila |                          |
|                                 |                 | Reporte   | Wilkins 45+1' (pen.) | Árbitro(s): Nick Waldron     | Árbitro(s): Nick Waldron |

### Segunda fase

#### Semifinales
| 13 de septiembre de 2016, 14:30 | Vanuatu                    | 2:1 (1:1) | Islas Salomón | Soccer City Stadium, Luganville |                          |
|                                 | Tenene 36' · Massing 90+4' | Reporte   | Gise 21'      | Árbitro(s): Nick Waldron        | Árbitro(s): Nick Waldron |

#### Final
| 17 de septiembre de 2016, 14:30 | Nueva Zelanda                                       | 5:0 (2:0) | Vanuatu | Port Vila Stadium, Port Vila |                           |
|                                 | Ashworth 13' · Dyer 34' · Bevan 76' · Imrie 88' 90' | Reporte   |         | Árbitro(s): Kader Zitouni    | Árbitro(s): Kader Zitouni |

## Jugadores
| #     | Nombre              | Posición         | Edad | Club                    |
| ----- | ------------------- | ---------------- | ---- | ----------------------- |
| 1     | Daniel Alick        | Arquero          | 18   | ABM Galaxy              |
| 2     | Selwyn Vatu         | Defensor         | 18   | Shepherds United        |
| 3     | Lency Philip        | Defensor         | 19   | Northern Region Academy |
| 4     | Jason Thomas        | Defensor         | 20   | Erakor Golden Star      |
| 5     | Joseph Iaruel       | Defensor         | 19   | Amicale                 |
| 6     | Claude Aru          | Mediocampista    | 20   | Malampa Revivors        |
| 7     | Bethuel Ollie       | Delantero        | 20   | Northern Region Academy |
| 8     | Jayson Timatua      | Mediocampista    | 18   | Shepherds United        |
| 9     | Ronaldo Wilkins     | Mediocampista    | 17   | Siaraga                 |
| 10    | Bong Kalo           | Mediocampista    | 20   | Tafea                   |
| 11    | Godine Tenene       | Mediocampista    | 19   | Spirit 08               |
| 12    | Dick Taiwia         | Arquero          | 17   | Ifira Black Bird        |
| 13    | Tasso Jeffrey       | Defensor         | 18   | Mawia                   |
| 14    | Reginold Ravo       | Defensor         | 20   | Northern Region Academy |
| 15    | Gregory Patrick     | Defensor         | 19   | Malampa Revivors        |
| 16    | Frederick Massing   | Mediocampista    | 18   | Malampa Revivors        |
| 17    | John Wohale         | Mediocampista    | 19   | Northern Region Academy |
| 18    | Jonathan Spokeyjack | Delantero        | 18   | Shepherds United        |
| 19    | Adednigo Sau        | Delantero        | 18   | Siaraga                 |
| 20    | Azariah Soromon     | Delantero        | 18   | Tupuji Imere            |
| 21    | Andreas Duch        | Arquero          | 18   | Malampa Revivors        |
| D. T. | Dejan Gluscevic     | Director técnico | 49   | Bandera de Canadá       |

## Participación

### Fase de grupos
| Equipo    | Pts | PJ | PG | PE | PP | GF | GC | Dif |
| --------- | --- | -- | -- | -- | -- | -- | -- | --- |
| Venezuela | 9   | 3  | 3  | 0  | 0  | 10 | 0  | 10  |
| México    | 4   | 3  | 1  | 1  | 1  | 3  | 3  | 0   |
| Alemania  | 4   | 3  | 1  | 1  | 1  | 3  | 4  | -1  |
| Vanuatu   | 0   | 3  | 0  | 0  | 3  | 4  | 13 | -9  |

| 1     | Guardameta     | Daniel Alick    |     |
| 2     | Defensa        | Selwyn Vatu     |     |
| 4     | Defensa        | Jason Thomas    |     |
| 5     | Defensa        | Joseph Iaruel   |     |
| 3     | Defensa        | Lency Philip    | 84' |
| 7     | Centrocampista | Bethuel Ollie   | 80' |
| 15    | Centrocampista | Gregory Patrick |     |
| 17    | Centrocampista | John Wohale     | 65' |
| 9     | Centrocampista | Ronaldo Wilkins |     |
| 10    | Delantero      | Bong Kalo       |     |
| 11    | Delantero      | Godine Tenene   |     |
| D. T. | D. T.          | Dejan Gluscevic |     |

| 21    | Guardameta     | Abraham Romero     |     |
| 2     | Defensa        | Diego Cortés       |     |
| 3     | Defensa        | Edson Álvarez      |     |
| 16    | Defensa        | Francisco Venegas  |     |
| 5     | Defensa        | Manuel Mayorga     |     |
| 7     | Centrocampista | Uriel Antuna       | 66' |
| 8     | Centrocampista | Pablo López        |     |
| 6     | Centrocampista | Alan Cervantes     |     |
| 11    | Centrocampista | Kevin Magaña       | 72' |
| 9     | Delantero      | Ronaldo Cisneros   |     |
| 19    | Delantero      | Paolo Irizar       | 46' |
| D. T. | D. T.          | Marco Antonio Ruiz |     |

| 20 | Delantero      | Azariah Soromon     | 65' |
| 14 | Defensa        | Reginald Ravo       | 80' |
| 18 | Centrocampista | Jonathan Spokeyjack | 84' |

| 10 | Delantero      | Claudio Zamudio | 46' |
| 17 | Centrocampista | Kevin Lara      | 66' |
| 18 | Delantero      | Diego Aguilar   | 72' |

| Anotado | 52' | Bong Kalo       | 1 - 2 |
| Anotado | 62' | Ronaldo Wilkins | 2 - 2 |

| Anotado | 10'   | Kevin Magaña     | 0 - 1 |
| Anotado | 25'   | Ronaldo Cisneros | 0 - 2 |
| Anotado | 90+3' | Edson Álvarez    | 2 - 3 |

| Amonestado | 33' | Jason Thomas |

| Árbitro             | Sergei Karasev  |
| Árbitros asistentes | Anton Averyanov |
| Árbitros asistentes | Tikhon Kalugin  |
| Cuarto árbitro      | José Argote     |

| 1     | Guardameta     | Daniel Alick    |     |
| 2     | Defensa        | Selwyn Vatu     |     |
| 4     | Defensa        | Jason Thomas    |     |
| 5     | Defensa        | Joseph Iaruel   |     |
| 3     | Defensa        | Lency Philip    | 84' |
| 7     | Centrocampista | Bethuel Ollie   | 80' |
| 15    | Centrocampista | Gregory Patrick |     |
| 17    | Centrocampista | John Wohale     | 65' |
| 9     | Centrocampista | Ronaldo Wilkins |     |
| 10    | Delantero      | Bong Kalo       |     |
| 11    | Delantero      | Godine Tenene   |     |
| D. T. | D. T.          | Dejan Gluscevic |     |

| 21    | Guardameta     | Abraham Romero     |     |
| 2     | Defensa        | Diego Cortés       |     |
| 3     | Defensa        | Edson Álvarez      |     |
| 16    | Defensa        | Francisco Venegas  |     |
| 5     | Defensa        | Manuel Mayorga     |     |
| 7     | Centrocampista | Uriel Antuna       | 66' |
| 8     | Centrocampista | Pablo López        |     |
| 6     | Centrocampista | Alan Cervantes     |     |
| 11    | Centrocampista | Kevin Magaña       | 72' |
| 9     | Delantero      | Ronaldo Cisneros   |     |
| 19    | Delantero      | Paolo Irizar       | 46' |
| D. T. | D. T.          | Marco Antonio Ruiz |     |

| 20 | Delantero      | Azariah Soromon     | 65' |
| 14 | Defensa        | Reginald Ravo       | 80' |
| 18 | Centrocampista | Jonathan Spokeyjack | 84' |

| 10 | Delantero      | Claudio Zamudio | 46' |
| 17 | Centrocampista | Kevin Lara      | 66' |
| 18 | Delantero      | Diego Aguilar   | 72' |

| Anotado | 52' | Bong Kalo       | 1 - 2 |
| Anotado | 62' | Ronaldo Wilkins | 2 - 2 |

| Anotado | 10'   | Kevin Magaña     | 0 - 1 |
| Anotado | 25'   | Ronaldo Cisneros | 0 - 2 |
| Anotado | 90+3' | Edson Álvarez    | 2 - 3 |

| Amonestado | 33' | Jason Thomas |

| Árbitro             | Sergei Karasev  |
| Árbitros asistentes | Anton Averyanov |
| Árbitros asistentes | Tikhon Kalugin  |
| Cuarto árbitro      | José Argote     |

| 1     | Guardameta     | Wuilker Fariñez     |     |
| 20    | Defensa        | Ronald Hernández    |     |
| 2     | Defensa        | Williams Velásquez  |     |
| 4     | Defensa        | Nahuel Ferraresi    |     |
| 3     | Defensa        | Eduin Quero         |     |
| 19    | Centrocampista | Sergio Córdova      | 75' |
| 16    | Centrocampista | Ronaldo Lucena      |     |
| 8     | Centrocampista | Yangel Herrera      |     |
| 7     | Centrocampista | Adalberto Peñaranda | 60' |
| 11    | Delantero      | Ronaldo Chacón      |     |
| 9     | Delantero      | Ronaldo Peña        | 67' |
| D. T. | D. T.          | Rafael Dudamel      |     |

| 21    | Guardameta     | Andreas Duch    |     |
| 7     | Defensa        | Bethuel Ollie   |     |
| 5     | Defensa        | Joseph Iaruel   |     |
| 4     | Defensa        | Jason Thomas    |     |
| 2     | Defensa        | Selwyn Vatu     |     |
| 14    | Defensa        | Reginold Ravo   |     |
| 9     | Centrocampista | Ronaldo Wilkins |     |
| 15    | Centrocampista | Gregory Patrick | 86' |
| 6     | Centrocampista | Claude Aru      | 79' |
| 20    | Centrocampista | Azariah Soromon | 68' |
| 10    | Delantero      | Bong Kalo       |     |
| D. T. | D. T.          | Dejan Gluscevic |     |

| 10 | Delantero      | Yeferson Soteldo | 60' |
| 13 | Delantero      | Jan Hurtado      | 67' |
| 15 | Centrocampista | Samuel Sosa      | 75' |

| 8  | Centrocampista | Jayson Timatua      | 68' |
| 17 | Centrocampista | Jonathan Spokeyjack | 79' |
| 18 | Centrocampista | John Wohale         | 86' |

| Anotado         | 31' | Williams Velásquez | 1 - 0 |
| Anotado         | 42' | Sergio Córdova     | 2 - 0 |
| Anotado         | 46' | Adalberto Peñarada | 3 - 0 |
| Anotado · Penal | 56' | Wuilker Fariñez    | 4 - 0 |
| Anotado         | 73' | Sergio Córdova     | 5 - 0 |
| Anotado         | 82' | Jan Hurtado        | 6 - 0 |
| Anotado         | 88' | Samuel Sosa        | 7 - 0 |

| Amonestado | 28' | Reginold Ravo  |
| Amonestado | 61' | Joseph Iaruel  |
| Amonestado | 81' | Jayson Timatua |

| Árbitro             | Kim Jong-Hyeok  |
| Árbitros asistentes | Yoon Kwang Yeol |
| Árbitros asistentes | Kim Young Ha    |
| Cuarto árbitro      | Ahmed Al Kaf    |

| 1     | Guardameta     | Wuilker Fariñez     |     |
| 20    | Defensa        | Ronald Hernández    |     |
| 2     | Defensa        | Williams Velásquez  |     |
| 4     | Defensa        | Nahuel Ferraresi    |     |
| 3     | Defensa        | Eduin Quero         |     |
| 19    | Centrocampista | Sergio Córdova      | 75' |
| 16    | Centrocampista | Ronaldo Lucena      |     |
| 8     | Centrocampista | Yangel Herrera      |     |
| 7     | Centrocampista | Adalberto Peñaranda | 60' |
| 11    | Delantero      | Ronaldo Chacón      |     |
| 9     | Delantero      | Ronaldo Peña        | 67' |
| D. T. | D. T.          | Rafael Dudamel      |     |

| 21    | Guardameta     | Andreas Duch    |     |
| 7     | Defensa        | Bethuel Ollie   |     |
| 5     | Defensa        | Joseph Iaruel   |     |
| 4     | Defensa        | Jason Thomas    |     |
| 2     | Defensa        | Selwyn Vatu     |     |
| 14    | Defensa        | Reginold Ravo   |     |
| 9     | Centrocampista | Ronaldo Wilkins |     |
| 15    | Centrocampista | Gregory Patrick | 86' |
| 6     | Centrocampista | Claude Aru      | 79' |
| 20    | Centrocampista | Azariah Soromon | 68' |
| 10    | Delantero      | Bong Kalo       |     |
| D. T. | D. T.          | Dejan Gluscevic |     |

| 10 | Delantero      | Yeferson Soteldo | 60' |
| 13 | Delantero      | Jan Hurtado      | 67' |
| 15 | Centrocampista | Samuel Sosa      | 75' |

| 8  | Centrocampista | Jayson Timatua      | 68' |
| 17 | Centrocampista | Jonathan Spokeyjack | 79' |
| 18 | Centrocampista | John Wohale         | 86' |

| Anotado         | 31' | Williams Velásquez | 1 - 0 |
| Anotado         | 42' | Sergio Córdova     | 2 - 0 |
| Anotado         | 46' | Adalberto Peñarada | 3 - 0 |
| Anotado · Penal | 56' | Wuilker Fariñez    | 4 - 0 |
| Anotado         | 73' | Sergio Córdova     | 5 - 0 |
| Anotado         | 82' | Jan Hurtado        | 6 - 0 |
| Anotado         | 88' | Samuel Sosa        | 7 - 0 |

| Amonestado | 28' | Reginold Ravo  |
| Amonestado | 61' | Joseph Iaruel  |
| Amonestado | 81' | Jayson Timatua |

| Árbitro             | Kim Jong-Hyeok  |
| Árbitros asistentes | Yoon Kwang Yeol |
| Árbitros asistentes | Kim Young Ha    |
| Cuarto árbitro      | Ahmed Al Kaf    |

| 1     | Guardameta     | Svend Brodersen    |     |
| 14    | Defensa        | Jordan Torunarigha |     |
| 5     | Defensa        | Benedikt Gimber    |     |
| 3     | Defensa        | Dominik Schad      |     |
| 6     | Centrocampista | Gino Fechner       |     |
| 8     | Centrocampista | Malcolm Badu       | 73' |
| 7     | Centrocampista | Amara Condé        | 66' |
| 8     | Centrocampista | Suat Serdar        |     |
| 10    | Centrocampista | Philipp Ochs       |     |
| 9     | Delantero      | Fabian Reese       | 66' |
| 17    | Delantero      | Emmanuel Iyoha     |     |
| D. T. | D. T.          | Guido Streichsbier |     |

| 12    | Guardameta     | Dick Taiwia     |       |
| 7     | Defensa        | Bethuel Ollie   | 90+1' |
| 5     | Defensa        | Joseph Iaruel   |       |
| 14    | Defensa        | Lency Philip    |       |
| 4     | Defensa        | Jason Thomas    |       |
| 2     | Defensa        | Selwyn Vatu     |       |
| 11    | Centrocampista | Godine Tenene   | 84'   |
| 17    | Centrocampista | John Wohale     | 62'   |
| 6     | Centrocampista | Claude Aru      |       |
| 9     | Centrocampista | Ronaldo Wilkins |       |
| 10    | Delantero      | Bong Kalo       |       |
| D. T. | D. T.          | Dejan Gluscevic |       |

| 11 | Defensa   | Maximilian Mittelstädt | 66' |
| 20 | Delantero | Jonas Arweiler         | 66' |
| 19 | Delantero | Törles Knöll           | 73' |

| 16 | Centrocampista | Frederick Massing | 62'   |
| 13 | Defensa        | Denly Ben         | 84'   |
| 19 | Centrocampista | Abednigo Sau      | 90+1' |

| Anotado | 27' | Malcolm Badu   | 1 - 0 |
| Anotado | 32' | Fabian Reese   | 2 - 0 |
| Anotado | 50' | Emmanuel Iyoha | 3 - 0 |

| Anotado | 52' | Bong Kalo | 3 - 1 |
| Anotado | 77' | Bong Kalo | 3 - 2 |

| Amonestado | 76' | Suat Serdar            |
| Amonestado | 85' | Maximilian Mittelstädt |
| Amonestado | 86' | Törles Knöll           |

| Árbitro             | Walter López     |
| Árbitros asistentes | Hermenerito Leal |
| Árbitros asistentes | Yadel Martínez   |
| Cuarto árbitro      | Pavel Kralovec   |

| 1     | Guardameta     | Svend Brodersen    |     |
| 14    | Defensa        | Jordan Torunarigha |     |
| 5     | Defensa        | Benedikt Gimber    |     |
| 3     | Defensa        | Dominik Schad      |     |
| 6     | Centrocampista | Gino Fechner       |     |
| 8     | Centrocampista | Malcolm Badu       | 73' |
| 7     | Centrocampista | Amara Condé        | 66' |
| 8     | Centrocampista | Suat Serdar        |     |
| 10    | Centrocampista | Philipp Ochs       |     |
| 9     | Delantero      | Fabian Reese       | 66' |
| 17    | Delantero      | Emmanuel Iyoha     |     |
| D. T. | D. T.          | Guido Streichsbier |     |

| 12    | Guardameta     | Dick Taiwia     |       |
| 7     | Defensa        | Bethuel Ollie   | 90+1' |
| 5     | Defensa        | Joseph Iaruel   |       |
| 14    | Defensa        | Lency Philip    |       |
| 4     | Defensa        | Jason Thomas    |       |
| 2     | Defensa        | Selwyn Vatu     |       |
| 11    | Centrocampista | Godine Tenene   | 84'   |
| 17    | Centrocampista | John Wohale     | 62'   |
| 6     | Centrocampista | Claude Aru      |       |
| 9     | Centrocampista | Ronaldo Wilkins |       |
| 10    | Delantero      | Bong Kalo       |       |
| D. T. | D. T.          | Dejan Gluscevic |       |

| 11 | Defensa   | Maximilian Mittelstädt | 66' |
| 20 | Delantero | Jonas Arweiler         | 66' |
| 19 | Delantero | Törles Knöll           | 73' |

| 16 | Centrocampista | Frederick Massing | 62'   |
| 13 | Defensa        | Denly Ben         | 84'   |
| 19 | Centrocampista | Abednigo Sau      | 90+1' |

| Anotado | 27' | Malcolm Badu   | 1 - 0 |
| Anotado | 32' | Fabian Reese   | 2 - 0 |
| Anotado | 50' | Emmanuel Iyoha | 3 - 0 |

| Anotado | 52' | Bong Kalo | 3 - 1 |
| Anotado | 77' | Bong Kalo | 3 - 2 |

| Amonestado | 76' | Suat Serdar            |
| Amonestado | 85' | Maximilian Mittelstädt |
| Amonestado | 86' | Törles Knöll           |

| Árbitro             | Walter López     |
| Árbitros asistentes | Hermenerito Leal |
| Árbitros asistentes | Yadel Martínez   |
| Cuarto árbitro      | Pavel Kralovec   |